# Tenebrioscia antennuata
Tenebrioscia antennuata là một loài chân đều trong họ Philosciidae. Loài này được Schultz miêu tả khoa học năm 1985.